# Solonka, Pustomîtî
Solonka (în ucraineană Солонка) este localitatea de reședință a comunei Solonka din raionul Pustomîtî, regiunea Liov, Ucraina.

## Demografie
Componența lingvistică a localității Solonka
     Ucraineană (99,35%)
     Alte limbi (0,56%)
Conform recensământului din 2001, majoritatea populației localității Solonka era vorbitoare de ucraineană (99,35%), existând în minoritate și vorbitori de alte limbi.